# Торшбёф, Эмиль
Эмиль Торшбёф (фр. Emile Torchebœuf) — французский легкоатлет, бронзовый призёр летних Олимпийских игр 1900.
На Играх Торшбёф участвовал только в соревновании по прыжку в длину с места. С результатом 3,03 м он занял третье место, получив серебряную медаль.